# Прапор Грозного
Прапор міста Грозний Чеченської Республіки Російської Федерації — розпізнавально-правовий знак, що є офіційним символом муніципального утворення.
Прапор затверджено 22 вересня 2010 року та внесено до Державного геральдичного регістра Російської Федерації з присвоєнням реєстраційного номера 6267.

## Опис
«Полотнище зеленого кольору із ставленням ширини до довжини 2:3, що несе вздовж нижнього краю три рівновеликі смуги — червону, білу та червону, — загальна ширина яких дорівнює 1/4 ширини прапора; при цьому верхня червона смуга відокремлена від основної зеленої частини полотнища білою лінією. У центрі зеленої частини зображення головної фігури герба міста — мечеті з мінаретами, — виконане білим, синім, зеленим та жовтим квітами. Контур та внутрішнє промальовування емблеми виконано темно-зеленим кольором. Зображення мечеті примикає до верхньої смуги.
Зворотний бік прапора є дзеркальним відображенням його лицьового боку».

## Символіка
Головна фігура герба і прапора є мечеть білого кольору, що має віконні та дверні отвори зеленого кольору, сині покрівлі і жовтий шпиль з півмісяцем рогами вгору на головному куполі, між парами мінаретів, також білих з синіми покрівлями, що мають жовті навершия, один мінарет зображений впритул до мечеті, а інший віддалік; мечеть і мінарети стоять на білій основі у вигляді трьох щаблів.